# Stoft och skugga
Stoft och skugga är en svensk kriminalserie i sex avsnitt från 1988, regisserad och skriven av Leif Krantz.

## Handling
Inez har just flyttat till en utdömd fastighet på Södermalm i Stockholm. Där påträffar hon ett lik, men när polisen anländer till platsen är kroppen borta. Har någon flyttat kroppen eller har Inez bara inbillat sig alltihop? Konstapel Günter tror det sistnämnda och Ekberg, grannen under, ber Inez att glömma hela historien. En rad skumma personer bor i huset. Kan de ha något med liket att göra?

## Rollista
- Catharina Alinder – Susan
- Kim Anderzon – Gertrud
- Ewa Carlsson – Inez Jansson
- Peter Dyme – elmontör
- Ulf Eklund – låssmeden
- Gustaf Elander – advokaten
- Charlie Elvegård – taxichauffören
- Stig Engström – Leon Fasth
- Mattias Falk – Oscar
- Peder Falk – Tom
- Per Flygare – kriminaltekniker
- Gunnel Fred – Anita
- Jane Friedmann – Mona
- Göran Graffman – Krapovic
- Thomas Hellberg – Ekberg
- Svea Holst – dam med taxar
- Annicka Kronberg – åklagaren
- Ola Lindegren – Vassilij
- Sten Ljunggren – Günter
- Kåre Mölder – Larsson
- Jan Nygren – skrivbyråns chef
- Gun Robertson – Plejads mor
- Allan Svensson – Plejad
- Lena Söderblom – Lola
- Sven-Åke Wahlström – kriminalassistenten

## Avsnitt
1. Liket som gick hädan (3 oktober 1988)
2. Underströmmar (10 oktober 1988)
3. "Bort gå de, stumma skrida de..." (17 oktober 1988)
4. Fall med många bottnar (24 oktober 1988)
5. Sanningens ögonblick (31 oktober 1988)
6. Ett stelnat leende (7 november 1988)

## Om serien
Stoft och skugga spelades in i Stockholm och producerades av Eréne Bergman för Sveriges Television. Den fotograferades av Leif Benjour, klipptes av Sigurd Hallman och innehåller musik komponerad av Bengt Hallberg. Den sändes första gången mellan den 3 oktober och 7 november 1988 i Kanal 1. Den 15 juni 2011 utgavs den på DVD. Serien har även varit tillgänglig via SVT:s Öppet arkiv.